# Dwie twarze agenta K
Dwie twarze agenta K (czes. Smyk) – czechosłowacki dramat psychologiczny z 1960 roku w reżyserii Zbynka Brynycha. 

## Obsada
- Jiří Vala jako František Král alias Franz König
- Jiřina Švorcová jako Marie, żona Františka
- Jiřina Jirásková jako Luisa
- Valtr Taub jako klaun Kopáček
- Josef Vinklář jako Kubeš
- Ota Sklenčka jako masarzysta
- Milena Zahrynowská jako tancerka w barze
- Karel Vlach jako dyrygent orkiestry variete
- Karel Höger
- Gerry Wolff
- František Miška

## Produkcja
Zdjęcia kręcono w Pradze.